# 1989 en fantasy
| Années de la fantasy : 1986 - 1987 - 1988 - 1989 - 1990 - 1991 - 1992    |
| Décennies de la fantasy : 1950 - 1960 - 1970 - 1980 - 1990 - 2000 - 2010 |

L'année 1989 a été marquée, en matière de fantasy, par les événements suivants.

## Naissances et décès

### Naissances
- Date inconnue : Élodie Serrano, romancière et nouvelliste française.

## Romans - Recueils de nouvelles ou anthologies - Nouvelles
- Chevalier des Ombres (Knight of Shadows), neuvième tome du cycle des Princes d'Ambre de Roger Zelazny
- L'Apprenti (Prentice Alvin), roman d'Orson Scott Card et troisième tome du Cycle des Chroniques d'Alvin le Faiseur
- La Forteresse de la perle (The Fortress of the Pearl), roman de Michael Moorcock et second tome du Cycle d'Elric
- Les Chroniques de la guerre de Lodoss 2 : Le démon des flammes, roman de Ryo Mizuno
- Les Chroniques de la guerre de Lodoss 3 : Le sceptre de domination, roman de Ryo Mizuno
- The History of The Lord of the Rings 2: The Treason of Isengard, deuxième tome d'une série de quatre livres édités par Christopher Tolkien

### Nouvelles
- Les Platines de la nuit (Turntables of the Night), nouvelle de Terry Pratchett liée à l'univers du Disque-monde

## Films ou téléfilms
- Kiki la petite sorcière (魔女の宅急便, Majo no takkyūbin?), film d’animation réalisé par Hayao Miyazaki et produit par le studio Ghibli